# Sveriges folkräkning 1960
Sveriges folkräkning 1960 var den trettonde folkräkningen i Sverige sedan grundandet av Statistiska centralbyrån. Folkräkningen registrerade 7 495 129 invånare, varav 3 738 696 män och 3 756 433 kvinnor.